# 5A busz (Mezőkövesd)
A mezőkövesdi 5A jelzésű autóbuszvonal a Dózsa György utca és a Fülemüle utca között húzódó helyi vonal volt, amelyet a Borsod Volán Zrt. üzemeltetett.

## Közlekedése
| Viszonylat                    | Indításszám     | Közlekedési rend |
| ----------------------------- | --------------- | ---------------- |
| Dózsa György u. – Fülemüle u. | 2 oda, 1 vissza | munkanapokon     |

## Megállóhelyei
| 0 | Dózsa György utca 3. végállomás            | 0.0 km | 0  |
| 1 | Gimnázium                                  | 0.3 km | 1  |
| 2 | Szent László tér                           | 0.8 km | 2  |
| 3 | Cukrászüzem (↓) Mátyás király utca 87. (↑) | 1.6 km | 4  |
| 4 | Katolikus iskola                           | 2.0 km | 5  |
| 5 | Mátyás király utca 10.                     | 2.4 km | 6  |
| 6 | Delco Remy                                 | 3.3 km | 9  |
| 7 | Gyógyfürdő                                 | 5.7 km | 13 |
| 8 | Kórház                                     | 6.0 km | 14 |
| 9 | Fülemüle utca végállomás                   | 6.5 km | 15 |